# Pac-12 Conference 2017 (pallavolo)
La Pac-12 Conference 2017 si è svolta dal 19 settembre al 24 novembre 2017: al torneo hanno partecipato 12 squadre universitarie statunitensi e la vittoria finale è andata per la diciassettesima volta alla Stanford.

## Regolamento
È prevista una stagione regolare che vede le dodici formazioni impegnate disputare un totale di venti incontri ciascuna; parallelamente vengono disputati anche degli incontri extra-conference contro formazioni appartenenti ad altre conference o non affiliate ad alcuna di esse, dando vita a due classifiche separate una relativa alla Pac-12 Conference ed una totale.
- La squadra vincitrice della Pac-12 Conference si qualifica automaticamente al torneo NCAA, occupando uno dei 32 posti che spettano di diritto alle squadre vincitrici delle rispettive conference;
- Le altre squadre concorrono alla qualificazione al torneo NCAA attraverso la classifica totale, che assegna i restanti 32 posti alle migliori squadre, sulla base del rapporto tra vittorie e sconfitte, che non abbiano ottenuto la qualificazione automatica.

## Squadre partecipanti
| Club                | Nickname     | Stagione | Città          | Stato      | Impianto               | Stagione precedente                                          |
| ------------------- | ------------ | -------- | -------------- | ---------- | ---------------------- | ------------------------------------------------------------ |
| Arizona             | Wildcats     | Dettagli | Tucson         | Arizona    | McKale Memorial Center | 7ª in Pac-12 Conference; Sweet Sixteen in NCAA Division I    |
| Arizona State       | Sun Devils   | Dettagli | Tempe          | Arizona    | Wells Fargo Arena      | 10ª in Pac-12 Conference                                     |
| UC Berkeley         | Golden Bears | Dettagli | Berkeley       | California | Haas Pavilion          | 12ª in Pac-12 Conference                                     |
| UC Los Angeles      | Bruins       | Dettagli | Los Angeles    | California | Pauley Pavilion        | 2ª in Pac-12 Conference; Elite Eight in NCAA Division I      |
| Colorado            | Buffaloes    | Dettagli | Boulder        | Colorado   | Coors Events Center    | 9ª in Pac-12 Conference                                      |
| Oregon              | Ducks        | Dettagli | Eugene         | Oregon     | Matthew Knight Arena   | 4ª in Pac-12 Conference; Secondo turno in NCAA Division I    |
| Oregon State        | Beavers      | Dettagli | Corvallis      | Oregon     | Gill Coliseum          | 10ª in Pac-12 Conference                                     |
| Southern California | Trojans      | Dettagli | Los Angeles    | California | Galen Center           | 7ª in Pac-12 Conference; Primo turno in NCAA Division I      |
| Stanford            | Cardinal     | Dettagli | Stanford       | California | Maples Pavilion        | 2ª in Pac-12 Conference; Vincitrice NCAA Division I          |
| Utah                | Utes         | Dettagli | Salt Lake City | Utah       | Jon M. Huntsman Center | 5ª in Pac-12 Conference; Primo turno in NCAA Division I      |
| Washington          | Huskies      | Dettagli | Seattle        | Washington | Hec Edmundson Pavilion | Vincitrice Pac-12 Conference; Elite Eight in NCAA Division I |
| Washington State    | Cougars      | Dettagli | Pullman        | Washington | Bohler Gymnasium       | 5ª in Pac-12 Conference; Secondo turno in NCAA Division I    |

## Torneo

### Regular season

#### Classifica
| Pos. | Squadra             | Conference | Conference | Conference | Conference | Overall | Overall | Overall | Overall |
| Pos. | Squadra             | Pt         | G          | V          | P          | Pt      | G       | V       | P       |
| ---- | ------------------- | ---------- | ---------- | ---------- | ---------- | ------- | ------- | ------- | ------- |
| 1.   | Stanford            | .950       | 20         | 19         | 1          | .882    | 34      | 30      | 4       |
| 2.   | Washington          | .700       | 20         | 14         | 6          | .758    | 33      | 25      | 8       |
| 2.   | Southern California | .700       | 20         | 14         | 6          | .714    | 35      | 25      | 10      |
| 4.   | Utah                | .650       | 20         | 13         | 7          | .706    | 34      | 24      | 10      |
| 5.   | Colorado            | .600       | 20         | 12         | 8          | .706    | 34      | 24      | 10      |
| 5.   | UC Los Angeles      | .600       | 20         | 12         | 8          | .656    | 32      | 21      | 11      |
| 7.   | Oregon State        | .550       | 20         | 11         | 9          | .636    | 33      | 21      | 12      |
| 8.   | Oregon              | .500       | 20         | 10         | 10         | .600    | 30      | 18      | 12      |
| 9.   | Washington State    | .300       | 20         | 6          | 14         | .529    | 34      | 18      | 16      |
| 10.  | Arizona             | .250       | 20         | 5          | 15         | .379    | 29      | 11      | 18      |
| 11.  | UC Berkeley         | .200       | 20         | 4          | 16         | .419    | 31      | 13      | 18      |
| 12.  | Arizona State       | .000       | 20         | 0          | 20         | .312    | 32      | 10      | 22      |

      In NCAA Division I come vincitrice di Conference
      In NCAA Division I attraverso la classifica totale

## Premi individuali
| Premio                      | Giocatrice           | Squadra             |
| --------------------------- | -------------------- | ------------------- |
| Player of the Year          | Kathryn Plummer      | Stanford            |
| Freshman of the Year        | Kylee McLughlin      | Oregon State        |
| Setter of the Year          | Jenna Gray           | Stanford            |
| Libero of the Year          | Morgan Hentz         | Stanford            |
| Coach of the Year           | Mark Barnard         | Oregon State        |
| Scholar-Athlete of the Year | Casey Schoenlein     | Washington State    |
| All-Pac-12 Team             | Brittany Abercrombie | Southern California |
| All-Pac-12 Team             | Taylor Agost         | Oregon              |
| All-Pac-12 Team             | Adora Anae           | Utah                |
| All-Pac-12 Team             | Reily Buechler       | UC Los Angeles      |
| All-Pac-12 Team             | Carly DeHoog         | Washington          |
| All-Pac-12 Team             | Audriana Fitzmorris  | Stanford            |
| All-Pac-12 Team             | Madeleine Gates      | UC Los Angeles      |
| All-Pac-12 Team             | Jenna Gray           | Stanford            |
| All-Pac-12 Team             | Morgan Hentz         | Stanford            |
| All-Pac-12 Team             | Khalia Lanier        | Southern California |
| All-Pac-12 Team             | Merete Lutz          | Stanford            |
| All-Pac-12 Team             | Mary-Kate Marshall   | Oregon State        |
| All-Pac-12 Team             | Taylor Mims          | Southern California |
| All-Pac-12 Team             | Oluoma Okaro         | Arizona State       |
| All-Pac-12 Team             | Kathryn Plummer      | Stanford            |
| All-Pac-12 Team             | Courtney Schwan      | Washington          |
| All-Pac-12 Team             | Ronika Stone         | Oregon              |
| All-Pac-12 Team             | Alexa Smith          | Colorado            |
| Pac-12 All-Freshman Team    | Brynna DeLuzio       | Colorado            |
| Pac-12 All-Freshman Team    | Maddie Goings        | Oregon State        |
| Pac-12 All-Freshman Team    | MacKenzie May        | UC Los Angeles      |
| Pac-12 All-Freshman Team    | Meghan McClure       | Stanford            |
| Pac-12 All-Freshman Team    | Kylee McLaughlin     | Oregon State        |
| Pac-12 All-Freshman Team    | Jenny Mosser         | UC Los Angeles      |
| Pac-12 All-Freshman Team    | Lauren Sanders       | Washington          |

## Classifica finale
| Pos | Squadra             | Qualificazione       |
| --- | ------------------- | -------------------- |
| 1   | Stanford            | NCAA Division I 2017 |
| 2   | Washington          | NCAA Division I 2017 |
| 2   | Southern California | NCAA Division I 2017 |
| 4   | Utah                | NCAA Division I 2017 |
| 5   | Colorado            | NCAA Division I 2017 |
| 5   | UC Los Angeles      | NCAA Division I 2017 |
| 7   | Oregon State        | NCAA Division I 2017 |
| 8   | Oregon              | NCAA Division I 2017 |
| 9   | Washington State    | NCAA Division I 2017 |
| 10  | Arizona             |                      |
| 11  | UC Berkeley         |                      |
| 12  | Arizona State       |                      |